# 中華人民共和国の歴史
この記事は、1949年10月1日に建国された社会主義国の中華人民共和国の歴史について解説する。一般的にこの歴史は、国家指導者の指導理論、路線、方針、政策によって、三つの時代に分類する事ができる。中華人民共和国以前の中国大陸に関する歴史は「中国の歴史」を参照してもらいたい。
- 毛沢東時代（1949年 - 1978年）
- 鄧小平時代から胡錦濤時代まで（1978年 - 2012年）
- 習近平時代 （2012年 - ）

## 実権を握る歴代の最高実力者
1. 毛沢東 （1949年 - 1976年）
2. 華国鋒 （1976年 - 1978年）
3. 鄧小平 （1978年 - 1989年）
4. 江沢民 （1989年 - 2002年）
5. 胡錦濤 （2002年 - 2012年）
6. 習近平 （2012年 - ）

中華人民共和国では歴代の指導部を「第○代領導人」と呼ぶが、華国鋒政権はあまりに短かったため代数に入れられず、第2代領導人といえば鄧小平政権を指す。胡錦濤政権は第4代領導人である。

## 毛沢東時代（1949年 - 1978年）
1930年代から中華民国国民政府と内戦（第一次国共内戦）を繰り広げてきた中国共産党は、第二次世界大戦終結後に再燃した第二次国共内戦で相次いで中華民国軍に勝利をおさめ、1949年4月には共産党軍が中華民国の首都・南京を制圧した。この過程で中華民国政府は崩壊状態に陥り、中国国民党と袂を分かって共産党と行動を共にしたり、国外へと避難したりする政府関係者が多数出た。その為、共産党は中華民国政府が崩壊・消滅したと判断し、同年10月に毛沢東が中華人民共和国の建国を宣言した。なお、中華人民共和国は清朝を継承したとして、清朝の版図を中華人民共和国の版図だと主張しており、また、モンゴル帝国が支配した世界最大の版図を、そのまま元朝が支配した版図とみなして、元朝の図も中華人民共和国の版図だと主張しているが、清朝は満洲人の国家であり、元朝はモンゴル人の国家であって、中華民族の国家ではあっても漢人の国家ではない。
崩壊状態に陥った中華民国政府は蔣介石の指導の下で台湾に撤退し、引き続き現在に至るまで中華民国と名乗っている。冷戦を経て現在中華民国を国家承認している国は30ヶ国未満であるが、二つの「中国」政府が並立する事態は台湾問題として東アジアの国際的政治問題となっている。
建国当初の政治を担ったのは、中国人民政治協商会議であった。この段階では共産党独裁体制は確立されておらず、「新民主主義論」のもと共産党、中国民主同盟、中国農工民主党、中国国民党革命委員会などの諸勢力が同会議の中心となった。1950年、土地改革法が成立して全国で土地の再配分が行われた。法の内容自体は穏健的なものであったが、地主に対して積年の恨みを抱いていた貧農などによって運動は急進化し、短期間で土地改革は完了した。
中華人民共和国の発足直後は、旧国民党、富裕層などによる反共・反政府運動が続発した。このため、「反革命活動の鎮圧に関する指示」が出され、大衆を巻き込んだ形で反政府勢力の殲滅を図った。1953年までに71万人を処刑、129万人を逮捕、123万人を拘束し、240万人の武装勢力を消滅させたことが、中国の解放軍出版社より出版された国情手冊に記されている。一方で、汚職反対・浪費反対・官僚主義反対を掲げる「三反運動」が展開され、政府側の腐敗を取り除こうとした。そして、こうした腐敗の原因が資本家に帰され、「五反運動」で資本家階級への締め付けが強まった（三反五反運動）。
1950年に中ソ友好同盟相互援助条約を結び、朝鮮戦争で北朝鮮を支援して参戦するなど、社会主義陣営に属する姿勢を鮮明にした。ただし、1954年のネルー・周恩来会談で平和五原則を示したこと、アジア・アフリカ会議（バンドン会議）にも積極的に関わったことに見られるように、常にソビエト連邦一辺倒なのではなく、第三勢力としての外交も行った。また、1956年のソ連共産党第20回大会においてフルシチョフが行った「スターリン批判」に対して、中国共産党は異なった見解（功績7割、誤り3割）を示した。これ以降ソビエト連邦との関係は徐々に悪化、のちの中ソ論争や中ソ国境紛争へと繋がっていく。
国内では、1953年頃より社会主義化を本格的に進め始め、中国人民政治協商会議に代わって全国人民代表大会を成立、農業生産合作社を組織した。1956年に行った「百花斉放百家争鳴」運動にて知識人から批判を受けたため、これを弾圧するために1957年6月に批判的な知識人に対する反右派闘争を開始し、少なくとも全国で50万人以上を失脚させ、投獄した。1958年、毛沢東は大躍進政策を開始し、人民公社化を推進した。しかし、無計画に進められた大躍進政策は2000万人～4000万人以上とも言われる大量の餓死者を出して失敗に終わった（中華人民共和国大飢饉）。同じ頃、チベットの中国との同化を図り、「解放」の名目で軍事制圧し、ここでも数十万人の大虐殺を行なったとされる。チベットの最高指導者、ダライ・ラマ14世はインドに亡命し、未だ帰還していない。
その後劉少奇国家主席が経済調整を行うが、この行いに毛沢東と支持者が猛反発し、1966年に毛沢東は文化大革命を発動させ劉少奇とその支持者らを政治の舞台から追い出した。
この文化大革命は政治だけでなく一般にもあまりにも多大な影響を与え、青少年によって結成された紅衛兵が反革命派とされた人間をつるし上げたりしていた。文化大革命は後期になると国内の内乱状態を引き起こした。最終的に文化大革命は1976年の毛沢東死去で終結した。文化大革命では各地で大量の殺戮が行われ、その犠牲者の合計数は数百万人～2000万人と言われているが実際には、8000万人程度が犠牲になったと考えられている。

## 華国鋒時代（1976年 - 1978年）

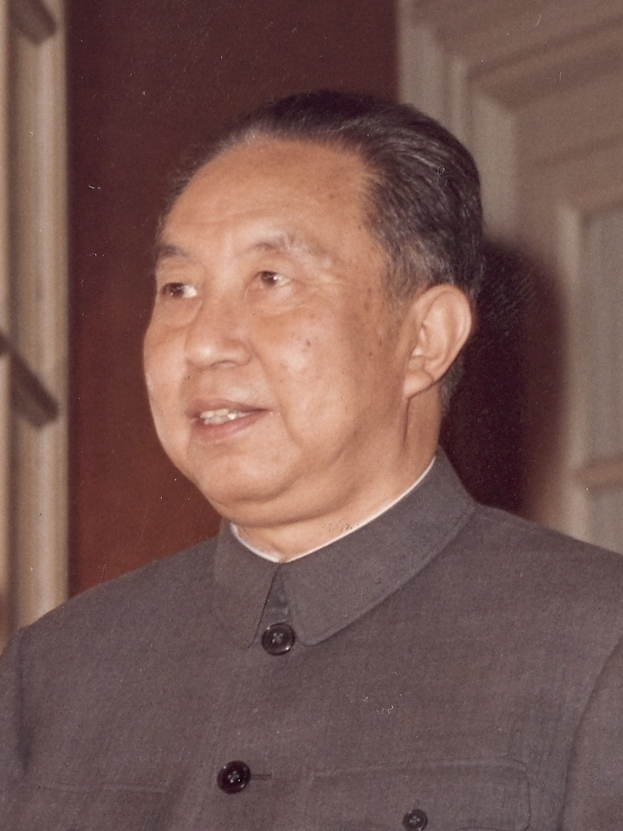
1979年4月、フランスのレンヌでの華国鋒。

毛沢東は死去する際に当時国務院総理代行であった華国鋒に対し
君であれば安心だ
という遺言を残し、1976年9月9日に死亡した。そしてこの遺言を基に華国鋒は正式に国務院総理に就任した。
しかし政治は上手くいかなかった。文化大革命を主導した毛沢東主義者による政治派閥「四人組」がクーデターを計画していたのである。しかし、葉剣英ら軍部が「四人組」を嫌っていたため計画は上手く進まず、それどころか「四人組」側についていた汪東興が裏切り「四人組」と関係者を全員逮捕したのであった。そして政治的危険がある程度なくなった華国鋒は10月7日に中国共産党中央委員会主席に就任するのであった。また、1976年10月から1978年12月までの間に、毛沢東や「四人組」によって失脚した4600人以上の幹部を再度政府に呼び戻すことに成功。「四人組」によって失脚していた鄧小平も、1977年から職務復帰を果たし、中国共産党中央委員会で大きな影響を持つことになる。
内政面では普通高等学校招生全国統一考試の実施や憲法改正を行った。
それでもまだまだ不安定であったため、華国鋒は毛沢東を利用して権力基盤を強化しようとした：
1. 「我々はすべての毛主席の決定を断固守らねばならず、すべての毛主席の指示には忠実に従わなければならない」（二つのすべて）と発言[9]
2. 『毛主席語録』もよく引用する。しかしそれによって発言が矛盾することもあった[10]
3. 毛沢東の髪形や素振りに似せたり、筆圧も似せるようになる[11]
4. 毛沢東が後継者に華国鋒を指名するときに言った「君であれば安心だ」を用いて、華国鋒政権の正統性を主張[2]

そして毛沢東と同じように、華国鋒も個人崇拝を始めた。

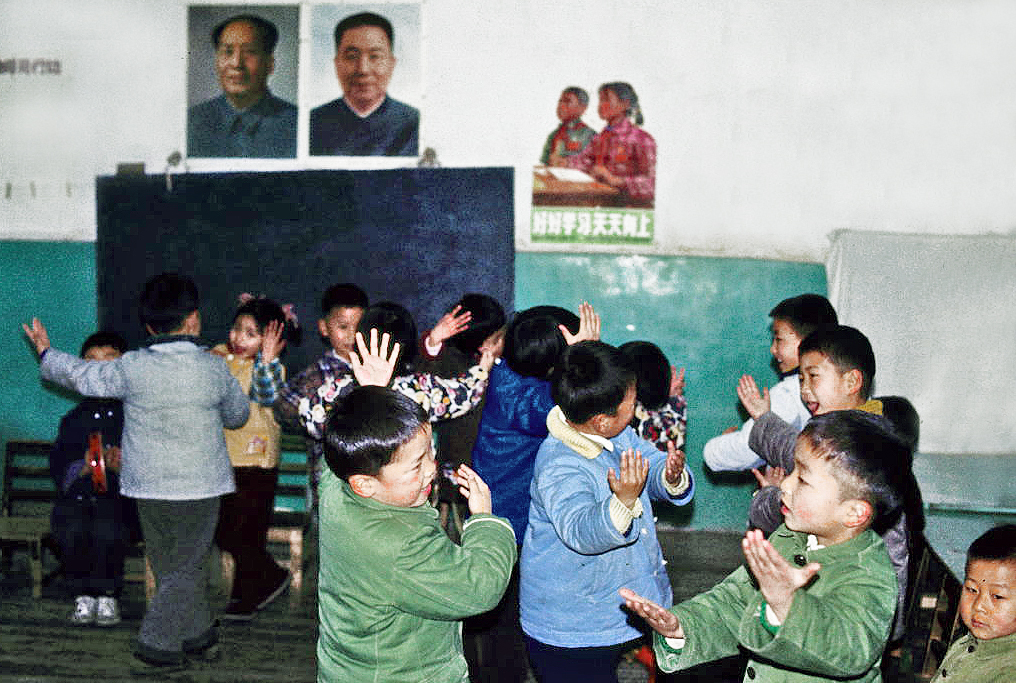
幼稚園で踊る子供たち（1978年、上海）。壁には毛沢東と華国鋒の肖像画が飾られている。

学校、官庁、公共機関には、毛沢東の肖像画と並んで華国鋒の肖像画を掲げることが義務づけられた。毛沢東の肖像画より華国鋒の肖像画の方が多く掲げられている時もあったという。
しかし、以下のような原因によって失敗に終わった。
1. 毛沢東主義者が減り、鄧小平待望論が主流となった[16]
2. 個人崇拝に対して国民や共産党員は反対した[12]
3. 毛沢東を使って個人崇拝を行ったりしているが、毛沢東の妻を逮捕しているという矛盾[17]

中国共産党中央政治局も華国鋒の個人崇拝を批判し、以下のようにコメントしている：
（前略）華国鋒同志も一定の成果を上げてはいるが、党主席にふさわしい政治的・組織的能力がないことは明らかだ。彼が軍事委員会主席に任命されるべきではなかったことは、誰もが知っていることだ。
また華国鋒が行った政策「四つの近代化」も失敗に終わり、実力に勝る鄧小平に党内は傾き、1977年に鄧小平は党内序列第3位で復権を遂げた。1978年に開催された中国共産党第十一期中央委員会第三回全体会議（第11期三中全回）で華国鋒は党主席の座にはとどまったものの事実上権力を失い、鄧小平が実権を握った。華国鋒の実質的な失脚に合わせて個人崇拝も終わっていった。華国鋒の肖像画などは数々と撤去されていった。

## 鄧小平時代から胡錦濤時代まで（1978年 - 2012年）

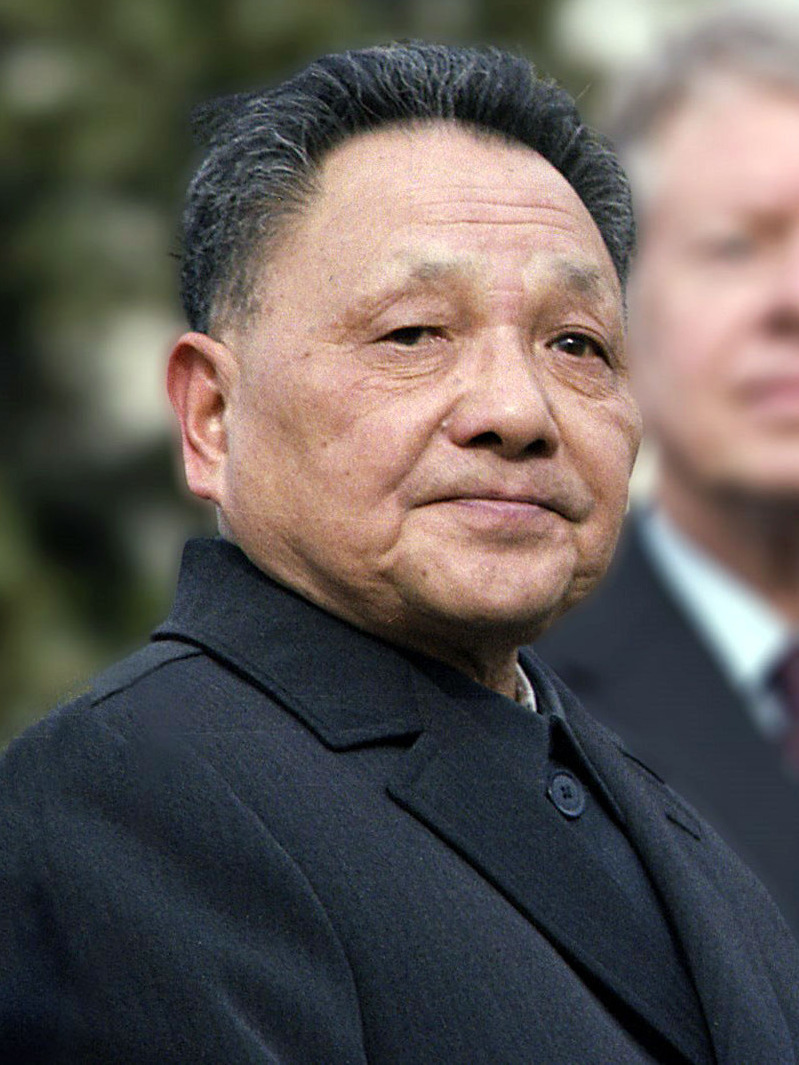
鄧小平

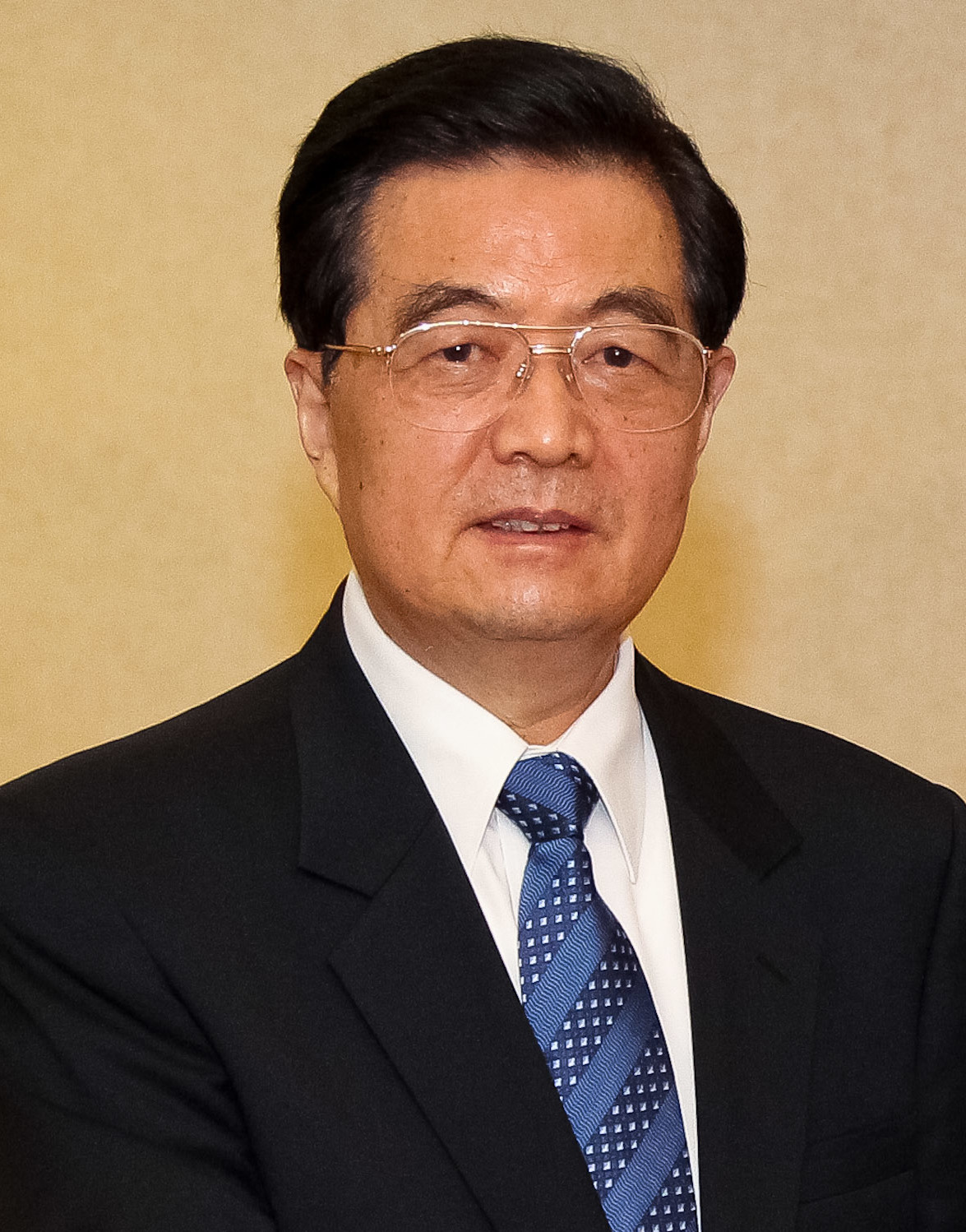
胡錦濤

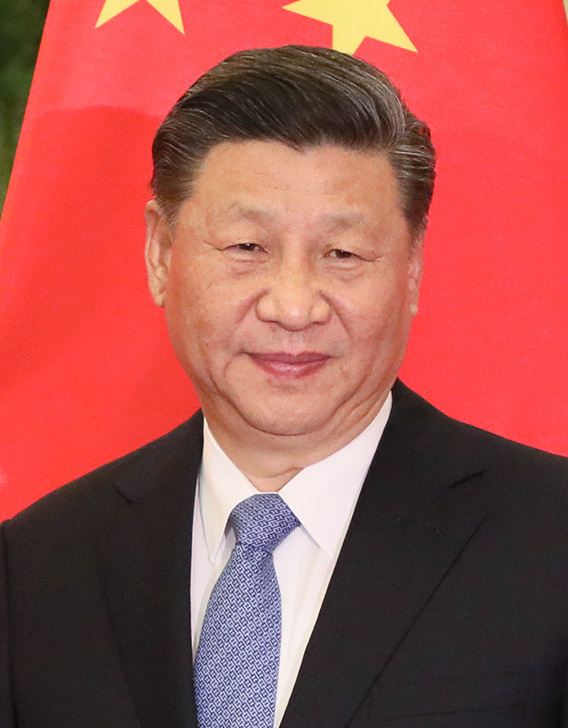
習近平

鄧小平は、政治体制は共産党を堅持しつつ、市場経済導入などの経済開放政策を取り、近代化を進めた。
1979年、カンボジアで大量虐殺を行い、ベトナム国境で紛争を起こした民主カンプチア政権を倒すためにカンボジア内戦にベトナムが介入、ポル・ポト派をカンボジアから追い出した。それに対し、ポル・ポト派を支援していた中国政府は、懲罰行為として10万人の陸上兵力により、雲南省などからベトナム北東部へ侵攻しベトナムと戦争を開始した（中越戦争）。しかしベトナムの予想外の反抗に合い、大損害を出し撤退した。南沙諸島、西沙諸島の問題と絡んで中越関係は冷え込んだ。1988年にベトナム支配下のジョンソン南礁（中国名：赤瓜礁）を制圧する（スプラトリー諸島海戦（赤瓜礁海戦））。
1989年には北京で、民主化を求める学生や市民のデモ（六四天安門事件）が起きた。しかし、これは政府により武力鎮圧された。その一連の民主化運動の犠牲者数は中国共産党政府の報告と諸外国の調査との意見の違いがあるが、数百人から数十万人に上るといわれている。
天安門事件後の1990年代には、江沢民政権のもとで、鄧小平路線に従い、経済の改革開放が進み、「世界の工場」と呼ばれるほど経済は急成長した。ただ、急激な経済成長に伴う貧富差の拡大や環境破壊が問題となっている。また、政治の民主化も進んでいないとする国内外からの批判も根強い。
政府は、中華人民共和国の分裂を促すような動きや、共産党の一党体制を維持する上で脅威となる動きに対しては強硬な姿勢をとり続けている。1989年の六四天安門事件への対応や2005年の反国家分裂法成立などはその一例である。当時ソ連ではミハイル・ゴルバチョフ書記長によるペレストロイカにより、経済の自由化のみならず、政治の自由化まで推し進められようとされていたが、鄧小平の自由化は、経済に限定されていた。1985年にゴルバチョフが北京を訪れた際、世界はゴルバチョフを賞賛するとともに、鄧小平の改革開放路線を中途半端なものとして批判した。この空気は、国内にも燻り、共産党員の中にも「政治開放が必要」との声も上がるほどであったが、その延長線上で民主化要求の大規模な政治運動による六四天安門事件が起こる。しかし鄧小平は、天安門広場に集まった学生に戦車と銃を向け「経済は開放しても、共産党独裁は変えない」という強いメッセージを示した。
ソ連が崩壊したのは、その2年後の1991年である。国家の維持と繁栄という視点からすれば、鄧小平の選択はゴルバチョフを凌駕したといえる。その後、経済の開放を強力に推し進めた結果、国民の生活水準は大きく飛躍した。今でも、沿岸都市部と内陸農村部での経済格差は大きなものがあるが、内陸部の農村の生活は王朝時代から貧しく、電気も水道もない生活を近年まで続けてきたため、現在はその当時に比べれば雲泥の差のある生活を行うに至っている。このため、都市部との格差が大きいからといって、その格差を糾弾する強い意識は生まれてはこない。昨今、市場経済を至近に見るにつけ、民主化すればするほどに、貧富の差がなくなるどころか、拡大してゆく現実を国民は知ってしまった。このため、かつての「民主化要求」はもはや革命の動機にはなっていない。
しかし、改革開放が進んだ2000年代に入ると、貧困層の暴動・抗議デモが多発するようになった（2006年において年約9万件）。中国の貧困層は総人口13億人のうち8億人とされる。彼らは食べるのに精一杯で医療費すら払うことができない。また、この頃になると官僚の腐敗も急速に進み、汚職だけでなく、共産党幹部が自分の所持している工場で人民を奴隷として働かせていた事例もあった。更に、建設された工場の杜撰な運営によって起きている汚染された排水や排煙などの問題で、企業や地元当局と住民との間での抗議デモや小競り合いも顕在化している。胡錦濤と温家宝などによって構成される中国指導部は官僚の腐敗については厳しく対処しているもののそれでも腐敗は進む一方で、経済格差は広がる一方である。こうした点から中国当局が有効な手立てを打てなければいずれ中華人民共和国がソビエト連邦同様崩壊するのは時間の問題との見方もある。「古き良き毛沢東時代へ戻ろう」という主張も一部で支持を集めている。引退した中国の核心的ブレーンや複数の共産党幹部は「動乱は必ず起こる。そう遠くない将来にだ」と発言したとされ、体制内の人間たちも現在の中国に危機感を抱いていることが明らかとなった。
また、中国は共産党体制を維持するために軍備増強を強力に進めるようになった。これについては、増大する社会不安の中、指導部がクーデターを起こさせないように軍を手懐けるためだとの見方がある。
中華人民共和国は「中国」として1997年にイギリスから香港を、1999年にポルトガルからマカオを返還された。
2000年代に入ると、靖国神社問題、東シナ海ガス田問題、上海総領事館員自殺事件など反日活動が顕著化し、2008年の北京オリンピックでは、チベットで暴動が起こるなど内外で中国に関係する事件が多発した。
2010年9月7日、尖閣諸島で中国漁船が海上保安庁の船に衝突し、中国漁船の船長を逮捕するが、中国側は事件発生の日から5回にわたって北京駐在の丹羽宇一郎大使を呼び出すなど、日本側の措置に強硬に抗議、9月24日、船長は日中外交に配慮した民主党政権下の日本の政治的判断にて釈放された。しかしこれにより中国側は日本への強硬姿勢をかえって強め、暴徒化した民衆による日本企業などへの破壊行為が中国各地で発生した。
2011年に入り、中国の全国紙「光明日報」が、地方政府が行政満足度を水増ししているという疑惑を暴露する記事を掲載、「人民日報」も、地方政府が中央政府を無視して好き勝手な政策を行っていることを厳しく批判する記事を掲載した。これは一昔前の中国では考えられなかったことであるとされ（言論の自由が存在しないことによる）、評論家の石平は、「メディアと政府の関係が従来通りの「一心同体」ではなくなったことの証拠」「『政府がけしからん』と言うのが一種の風潮となった暁には、体制そのものの崩壊もそう遠くないのであろう」と評している。また、石平は、「新聞が政府批判を盛んにやるようになった背景には、党と政府の支配からはみ出しつつある市場経済とネット世論の発達がある。市場経済は生まれつき政治的支配を嫌うものであるし、ネット上の自由奔放な批判は従来のメディアのあり方にも多大な影響を及ぼしている。日に増して高まる民衆の不満はもはや無視できない段階に来ていることも大きな要因であろう」と現在の中国が抱えている矛盾を指摘している。
この石平の評論から間もない1月24日、温家宝国務院総理が北京にある国民の陳情を受け付ける国家信訪局を訪問し、陳情者の切実な訴えに直接耳を傾けた。総理が陳情を聞くことは中華人民共和国が建国されて以来初めてのことである。温は対策を取ることを約束した。これは、現在の中国の社会矛盾の深まりによる国民の不満や鬱積の高まりを首脳部が無視できない状況にまでなっていることを示すひとつの根拠である。更に、2011年2月にエジプト革命が起き、これを賞賛し、「次は中国の番だ」「独裁が倒れる」「中国人民もこのような日が来ることを期待している」「中国の自由な未来（実現）に協力してくれたムバラク氏に感謝する」などという内容の書き込みがインターネット上の電子掲示板で相次いだ。中国当局は報道統制、情報統制を強め、火消しを進めると同時に、中華人民共和国外交部公式サイト上に、「いかなる時も人民の利益は何にも勝る」という異例の記事を掲載した。
ただ、2011年時点の中国国内では、民主化を求める勢力は経済的に比較的裕福で、かつ高い教育を受け、政治に対する関心が高い層のみであると言われており、大多数の中国国民は民主主義よりも、食べて行くだけで精一杯な現在の生活状況の改善を強く望んでいると言う見方もある。

## 習近平時代（2012年 - ）
胡錦濤が退任し、名実ともに習近平の新時代に入ると、中国の外交姿勢に悪い意味で変化が現れたことを指摘する声が多くなった。鄧小平は、経済発展を優先させるため日本を含め諸外国との対話には低姿勢で臨むこと（「韜光養晦」）をポリシーとし、それは鄧小平以降の各指導者に受け継がれてきたように見える。ところが、習近平の時代に入り、中国は軍の大幅な軍備増強に成功したため、もう遠慮する必要性はなくなったと指導部が判断し、尖閣諸島問題などで、日本に対し武力衝突も辞さない姿勢を見せるなど高圧的な態度を取るようになった。
2022年10月22日、第20回全国代表大会において習近平総書記の党の核心としての地位と、政治思想の指導的地位を固める「二つの確立」を盛り込んだ党規約の改正案が承認された。
翌23日の第一次全体会議では、李克強と汪洋を退任させ自らの側近が大多数を占める3期目の習近平体制を発足させた。
習は共産党総書記に選ばれ、習を党のトップとする新たな最高指導部が発足。習政権の異例の3期目が始まった。
中国共産党の総書記（最高指導者）に3選された習は、報道陣に新体制を紹介した上で、「中国は世界がなければ発展できず、世界も中国を必要している」と強調した。最高指導部となる政治局常務委員は、習を含め7人。最高指導部と、最高指導部を含む政治局委員には、習と関係の近い顔ぶれが揃った。